# Caryospora
Caryospora ist eine Gattung der Kokzidien, die bei vor allem bei Schlangen, einigen anderen fleischfressenden Reptilien und Greifvögeln vorkommt. Die Vertreter der Gattung sind dadurch gekennzeichnet, dass jede Oozyste nur eine Sporozyste mit acht Sporozoiten enthält. Typspezies ist Caryospora simplex, die bei verschiedenen Vipern auftritt und Nagetiere als Zwischenwirt nutzen kann. Es gibt mindestens 81 morphologisch beschriebene Arten, DNA-Sequenzen liegen aber nur für fünf Arten vor. Phylogenetische Analysen zeigen, dass die Gattung paraphyletisch ist, mit vier Kladen:
- C. bigemina
- Caryospora-ähnliche Kokzidien von Meeresschildkröten
- C. ernsti
- C. daceloe / C. neofalconis.

Die Klade mit C. daceloe / C. neofalconis gehört eher in die Familie Sarcocystidae. Die Datenlage erlaubt es aber bislang nicht, festzulegen, welche der übrigen drei Kladen tatsächlich als Caryospora anzusprechen ist.